# Elin Wägner
 Der er for få eller ingen kildehenvisninger i denne artikel, hvilket er et problem. Du kan hjælpe ved at angive troværdige kilder til de påstande, som fremføres i artiklen.

Elin Matilda Elisabet Wägner (16. maj 1882, Lund - 7. januar 1949, Rösås i Kronobergs län) var en svensk forfatter, journalist og feminist. Hun var datter af rektor dr.phil. Sven Wägner og Anna (født Ekedahl), som var en præstdatter fra Tolg i Småland og niece til domprost Esaias Ekedahl. Desuden er Elin Wagner søster til journalist Harald Wägner og faster til Ria Wägner. Mellem 1910-1922 blev hun gift med litteraturforsker John Landquist. Hun var medlem af Svenska Akademien fra 1944.
Elin Wagners skønlitterær bøger, beskæftiger sig med kvinders rettigheder, Kvinders valgret, freds spørgsmål, sociale og miljømæssige spørgsmål. Den feminisme hun repræsenterer blevet fejlagtigt betegnet som Forskel feminisme.

## Bøger oversat til dansk
- Wägner, Elin (1911). Penneskaftet. Kbh.: Pio.
- Wägner, Elin (1930). Svalerne flyver højt (2. oplag udgave). [S.n.]
- Wägner, Elin (1942). Hanna. Grafisk.
- Wågner, Elin (1942). Ilden overlever Natten. Kbh: Samleren.
- Wägner, Elin (1943). Selma Lagerlöf : Fra Mårbacka til Jerusalem. Vol. 1. Gyldendal.
- Wägner, Elin (1945). Selma Lagerlöf : Fra Jerusalem til Mårbacka. Vol. 2. Gyldendal.
- Wägner, Elin (2025). Norrtullsligaen : Elisabeths krønike. Jens Pedersen (trans.) (1. udgave). Kbh.: Ti Vilde Heste. ISBN 978-87-94317-43-6.